# Моргунова Ніна Миколаївна
Ні́на Микола́ївна Моргуно́ва (Бі́ла) (* 1951) — українська спортсменка-легкоатлетка; спеціалізувалася в бігу на середні дистанції.

## З життєпису
Представляла Ворошиловград.
Змагалася в бігу на 800 метрів на літніх Олімпійських іграх-1972.
На літній Спартакіаді УРСР-1975 здобула золоту нагороду (дистанція 800 метрів). Того ж року встановила рекорд УРСР в бігу на 1500 метрів (4.06,0).